# منتخب الكويت تحت 17 سنة لكرة القدم للسيدات
منتخب الكويت لكرة القدم للسيدات تحت 17 سنة، يمثل الكويت في منافسات كرة القدم النسائية الدولية للفئة العمرية تحت 17 سنة. يُشرف على الفريق اللجنة النسائية في الاتحاد الكويتي لكرة القدم. يُعتبر الفريق أيضًا بمثابة المنتخب الوطني للسيدات تحت 18 عامًا وتحت 16 عامًا. يضم الفريق لاعبات موهوبات، مثل: طيبة الريس، وتالا سلطان، وشيخة شبيب، ووفاء المشعان، وليان موسى، ونورة عوض السربل، ومناير مساعد المطيري، وسلمى صالح العجمي.

## التاريخ
في عام 2019، شكّلت اللجنة النسائية في الاتحاد الكويتي لكرة القدم فريق الناشئات للسيدات لأول مرة. بعد التشكيل مباشرةً، أقام الفريق معسكرًا تدريبيًا في فيينا، عاصمة النمسا، من 1 إلى 15 أغسطس 2019، تحضيرًا لأول مشاركة له في بطولة اتحاد غرب آسيا تحت 18 سنة لكرة القدم للفتيات. لعب الفريق خلال المعسكر ثلاث مباريات ودية مع فرق شبابية من أندية نمساوية.
في ديسمبر 2019، شارك منتخب الكويت تحت 17 سنة لأول مرة في بطولة اتحاد غرب آسيا تحت 18 سنة للفتيات التي أُقيمت في البحرين. احتل المنتخب الكويتي المركز السادس من أصل سبعة فرق، بعد خسارته في جميع مبارياته.
في عام 2023، عاد الفريق إلى الساحة الدولية، حيث استضاف منتخب السعودية للسيدات تحت 17 سنة، الذي كان يخوض أولى مبارياته الدولية، لإجراء مباراتين وديتين في 4 و8 مارس 2023.

## المباريات والنتائج
توضيح
  فوز
  تعادل
  مباراة قادمة
  خسارة

### 2019
| مباراة ودية غير رسمية 6 أغسطس | إس سي فايسنباخ | 2–3 | الكويت                    | فيينا، النمسا |
| --:-- ت ع م+1                 |                |     | *أفراح الشمري - فاي معرفي |               |

| مباراة ودية غير رسمية 11 أغسطس | إس في أدميرا دبليو آر. نويشتاد | 4–1 | الكويت | فيينا، النمسا |
| --:-- ت ع م+1                  |                                |     |        |               |

| مباراة ودية غير رسمية 14 أغسطس | إف كيه أوستريا فيينا | 6–0 | الكويت | فيينا، النمسا |
| --:-- ت ع م+1                  |                      |     |        |               |

| بطولة اتحاد غرب آسيا تحت 18 سنة للفتيات المجموعة ب 29 ديسمبر | البحرين                                          | 4–1   | الكويت            | مدينة عيسى، البحرين                                           |
| 20:30 ت ع م+3                                                | *ليلى سبكار 11'، 81' - العنود المناعي 45+1'، 75' | تقرير | *منيرة الراقم 86' | الملعب: استاد مدينة خليفة الرياضية الحكم: دموع البقار (لبنان) |

| بطولة اتحاد غرب آسيا تحت 18 سنة للفتيات المجموعة ب 31 ديسمبر | الكويت | 0–7   | فلسطين | مدينة عيسى، البحرين                                               |
| 14:30 ت ع م+3                                                |        | تقرير | *تينا سلامة 9' - هالة صراوي 39'، 55' - كاميليا نصرة 45+1' - دانة بوطنة 47' - نور الحوطي 66' (ه.ذ.) - سارة الظفيري 90+2' (ه.ذ.) | الملعب: استاد مدينة خليفة الرياضية الحكم: إسراء المبيضين (الأردن) |

### 2020
| بطولة اتحاد غرب آسيا تحت 18 سنة للفتيات تحديد المركز الخامس 5 يناير | الإمارات العربية المتحدة             | 2–0   | الكويت | مدينة عيسى، البحرين                |
| 17:30 ت ع م+3                                                       | * روان الحمادي 42' - شهد الزركان 59' | تقرير |        | الملعب: استاد مدينة خليفة الرياضية |

| مباراة ودية 10 فبراير | الكويت | ضدّ | الإمارات العربية المتحدة | مدينة الكويت، الكويت             |
| 16:00 ت ع م+3         |        |    |                          | الملعب: استاد جابر الأحمد الدولي |

### 2023
| مباراة ودية 4 مارس | الكويت                                                              | 4–1   | السعودية              | مدينة الكويت، الكويت             |
| 17:00 ت ع م+3      | *منيرة العثمان 2' (ركلة.) - تالا السلطان 33'، 36' - زين الخرس 45+1' | تقرير | نورة السربل 9' (ه.ذ.) | الملعب: استاد جابر الأحمد الدولي |

| مباراة ودية 8 مارس | الكويت                          | 2–3 | السعودية                                               | مدينة الكويت، الكويت             |
| 16:00 ت ع م+3      | *منيرة العثمان - إيزابيلا صادقي |     | *ليان اليافعي 12' - فاطمة منصور 35' - بسمة الشنيفي 41' | الملعب: استاد جابر الأحمد الدولي |

| مباراة ودية 7 أغسطس | أكاديمية أومنيا تشيكانو | 3–5 | الكويت                                               | روما، إيطاليا |
| 18:00 ت ع م+1       |                         |     | *طيبة الريس - تالا السلطان - فاي معرفي - ليان الموسى |               |

| مباراة ودية 10 أغسطس | إس إس دي أكاديمي لاديسبولي | 1–1 | الكويت      | روما، إيطاليا |
| 20:30 ت ع م+1        |                            |     | *طيبة الريس |               |

| مباراة ودية 10 أغسطس | إيه إس دي جوالدو كالتشيو | 1–3 | الكويت                                       | روما، إيطاليا |
| 20:30 ت ع م+1        |                          |     | *شيخة الشبيب - ياسمين العوادي - تالا السلطان |               |

## طاقم التدريب
آخر تحديث 4 مارس 2023.
| المنصب       | الاسم            |
| ------------ | ---------------- |
| المدير الفني | نيلوفر هودجاييفا |

### تاريخ المدربين
- علي الضاحي (2019–2020)
- نيلوفر هودجاييفا (2023–)

## اللاعبات

### التشكيلة الحالية
تم استدعاء اللاعبات التاليات للمباراتين الوديتين ضد  السعودية في 4 و 8 مارس 2023.
| رقم | المركز | اللاعب                | تاريخ الميلاد (العمر) | النادي                  |
| --- | ------ | --------------------- | --------------------- | ----------------------- |
|     |        | أسيل ناجي المرحون     |                       | الكويت                  |
|     |        | مناير مساعد المطيري   |                       | الكويت                  |
|     |        | سلمى صالح العجمي      |                       | الكويت                  |
|     |        |                       |                       | PFA Kuwait              |
|     |        |                       |                       | PFA Kuwait              |
|     |        | نورة عوض السربل       |                       | الكويت                  |
|     |        | مناير مساعد المطيري   |                       | الكويت                  |
|     |        | سلمى صالح العجمي      |                       | الكويت                  |
|     |        | غزلان عبد الله الأحمد |                       | الكويت                  |
|     |        | سارة طارق غالب        |                       | الكويت                  |
|     |        | سيلين فاضل عباس       |                       | الكويت                  |
|     |        |                       |                       | Juventus Academy Kuwait |
|     |        | تالا السلطان          |                       | Juventus Academy        |
| 10  |        | منيرة الأمير          |                       | PFA Kuwait              |
| 10  |        | ديمة عوض              |                       | PFA Kuwait              |
| 10  |        | شيخة الشبيب           |                       | PFA Kuwait              |
| 10  |        | ليان القميز           |                       | PFA Kuwait              |
| 10  |        | منى الظفيري           |                       | PFA Kuwait              |
| 10  |        | جنى المطر             |                       | PFA Kuwait              |
|     |        |                       |                       | الكويت                  |
| 10  |        | إيزابيلا صادقي        |                       | PFA Kuwait              |
|     |        |                       |                       | الكويت                  |
| 10  |        | شقيقة الفضلي          |                       | PFA Kuwait              |
|     |        |                       |                       | الكويت                  |
|     |        | زهراء عبد الله تقي    |                       | الكويت                  |
| 18  |        | زينب فيصل التنديل     |                       | الكويت                  |
| 6   |        | ملك علي الخضري        |                       | الكويت                  |
|     |        | ليان البدر            |                       | PFA Kuwait              |
|     |        | ليان الموسى           |                       | Juventus Academy        |

## السجل التنافسي

### بطولة اتحاد غرب آسيا تحت 18 سنة للسيدات
| سجل بطولة اتحاد غرب آسيا تحت 18 سنة للفتيات | سجل بطولة اتحاد غرب آسيا تحت 18 سنة للفتيات | سجل بطولة اتحاد غرب آسيا تحت 18 سنة للفتيات | سجل بطولة اتحاد غرب آسيا تحت 18 سنة للفتيات | سجل بطولة اتحاد غرب آسيا تحت 18 سنة للفتيات | سجل بطولة اتحاد غرب آسيا تحت 18 سنة للفتيات | سجل بطولة اتحاد غرب آسيا تحت 18 سنة للفتيات | سجل بطولة اتحاد غرب آسيا تحت 18 سنة للفتيات | سجل بطولة اتحاد غرب آسيا تحت 18 سنة للفتيات | سجل بطولة اتحاد غرب آسيا تحت 18 سنة للفتيات |
| السنة                                       | الدور                                       | المركز                                      | لعب                                         | فوز                                         | تعادل*                                      | خسارة                                       | له                                          | عليه                                        | فارق الأهداف                                |
| ------------------------------------------- | ------------------------------------------- | ------------------------------------------- | ------------------------------------------- | ------------------------------------------- | ------------------------------------------- | ------------------------------------------- | ------------------------------------------- | ------------------------------------------- | ------------------------------------------- |
| 2018                                        | لم يشارك                                    | لم يشارك                                    | لم يشارك                                    | لم يشارك                                    | لم يشارك                                    | لم يشارك                                    | لم يشارك                                    | لم يشارك                                    | لم يشارك                                    |
| 2019                                        | المركز السادس                               | 6                                           | 3                                           | 0                                           | 0                                           | 3                                           | 1                                           | 13                                          | −12                                         |
| 2022                                        | لم يشارك                                    | لم يشارك                                    | لم يشارك                                    | لم يشارك                                    | لم يشارك                                    | لم يشارك                                    | لم يشارك                                    | لم يشارك                                    | لم يشارك                                    |
| المشاركات                                   | 1/3                                         | السادس                                      | 3                                           | 0                                           | 0                                           | 3                                           | 1                                           | 13                                          | −12                                         |

### كأس العرب للسيدات تحت 17 عاما
| كأس العرب للسيدات تحت 17 عاما | كأس العرب للسيدات تحت 17 عاما | كأس العرب للسيدات تحت 17 عاما | كأس العرب للسيدات تحت 17 عاما | كأس العرب للسيدات تحت 17 عاما | كأس العرب للسيدات تحت 17 عاما | كأس العرب للسيدات تحت 17 عاما | كأس العرب للسيدات تحت 17 عاما | كأس العرب للسيدات تحت 17 عاما |
| المشاركات: 0                  | المشاركات: 0                  | المشاركات: 0                  | المشاركات: 0                  | المشاركات: 0                  | المشاركات: 0                  | المشاركات: 0                  | المشاركات: 0                  | المشاركات: 0                  |
| السنة                         | الدور                         | المركز                        | لعب                           | فوز                           | تعادل                         | خسارة                         | له                            | عليه                          |
| ----------------------------- | ----------------------------- | ----------------------------- | ----------------------------- | ----------------------------- | ----------------------------- | ----------------------------- | ----------------------------- | ----------------------------- |
| 2015                          |                               |                               |                               |                               |                               |                               |                               |                               |
| المجموع                       | 0/1                           |                               |                               |                               |                               |                               |                               |                               |